# Provinciale Planologische Commissie
De Provinciale Planologische Commissie (PPC) adviseert het bestuur van een Nederlandse provincie (Gedeputeerde Staten) over haar plannen voor de ruimtelijke ordening.
De PPC bestaat uit vertegenwoordigers van ministeries (met name VROM) en maatschappelijke organisaties. In veel provincies bijvoorbeeld natuurbeschermingsorganisaties, kamers van koophandel, waterschappen, etc. De voorzitter is soms de gedeputeerde, maar veelal een onafhankelijk externe voorzitter. De ambtelijke voorbereiding gebeurt vaak door provinciemedewerkers.
Op basis van de huidige wet Wet ruimtelijke ordening (Wro) moeten Gedeputeerde Staten gemeentelijke bestemmingsplannen goedkeuren. Daarover moeten ze advies vragen aan de PPC. Ook moeten Gedeputeerde Staten over haar eigen ruimtelijke plannen advies vragen aan de PPC.
In de nieuwe wet Wro (van kracht geworden op 1 juli 2008) zal de PPC alleen om advies gevraagd hoeven te worden over de provinciale ruimtelijke plannen (artikel 9.1 nieuwe Wro).
In veel provincies is de PPC samengegaan met adviescommissies voor milieu en/of landelijk gebied tot commissies voor de totale fysieke omgeving.